# Барабанные палочки

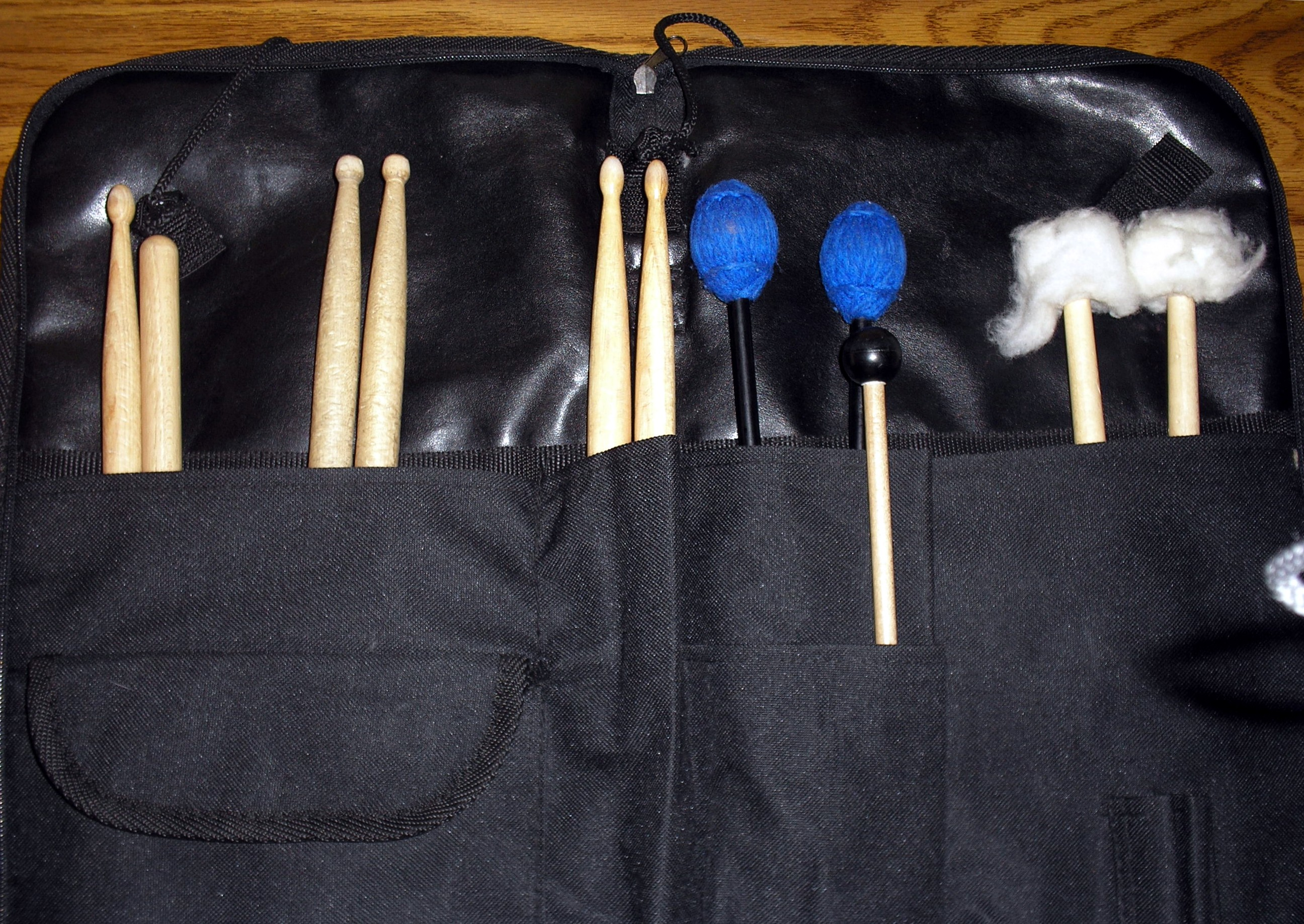

Барабанные палочки используются для игры на ударных инструментах.
Обычно изготавливаются из дерева (клён, орешник, дуб, граб, бук). Существуют также модели, сделанные целиком или частично из искусственных материалов — полиуретан, алюминий, карбон и др. Часто встречаются случаи изготовления из искусственных материалов наконечника палочки, в то время как «тело» палочки остается деревянным. Сейчас все популярнее становятся нейлоновые наконечники, за счет своих исключительных характеристик износостойкости. (недоступная ссылка) (см. про маркировки палочек). Деревянные палочки для ударных инструментов следует беречь от перепадов температур. Для этого палочки желательно хранить в утеплённом чехле.

## Строение палочек
- Комель — точка баланса палочки.
- Тело — место хвата.

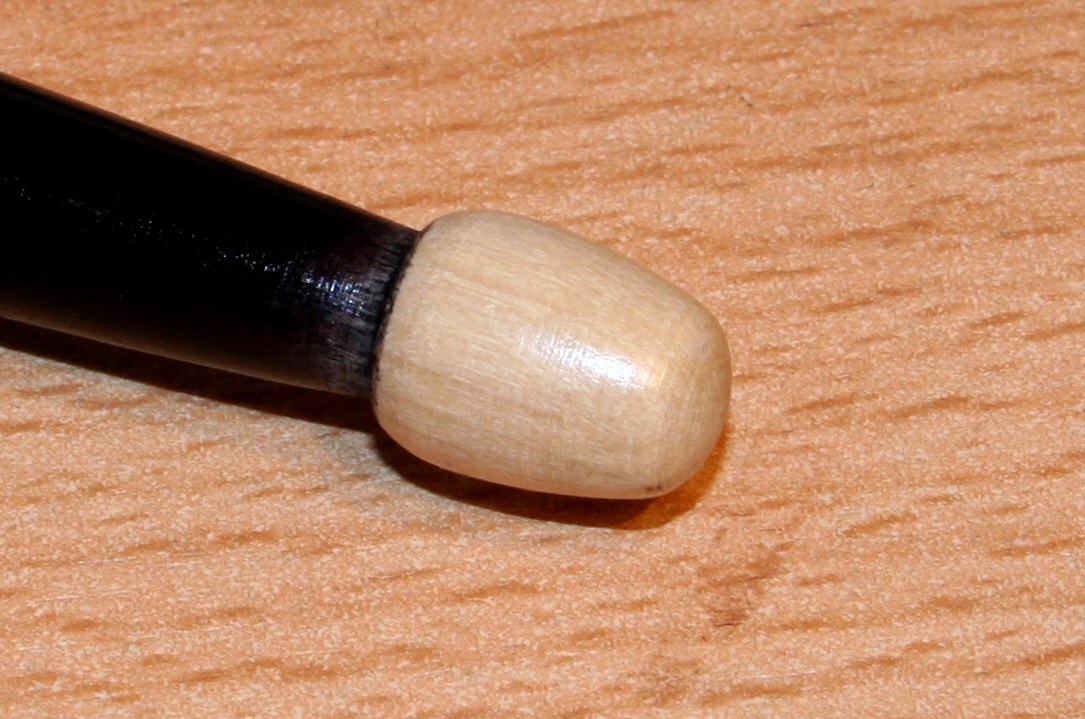
Наконечник (головка) палочки

- Плечо (шейка; в англоязычной литературе shoulder) — сужающаяся область палочки, часто ей совершаются удары по тарелкам. Форма и длина этого участка влияют на звучание и поведение палочки. Палочки с коротким участком более долговечны, так как их сложнее сломать, но трудноуправляемы и имеют малый отскок. И наоборот, палочки, плавно утончающиеся к головке, хрупкие, но имеют больший отскок и управляемость.
- Наконечник (головка) — используется для ударов. Бывает разных форм, иногда изготавливается из пластика.

## Классификация головок

### По форме
Различие типов головок между собой очень условно, кроме того, у большинства фирм свои стандарты головок, отличные от стандартов других фирм. Тем не менее, принято выделять 4 следующих типа головок: круглые, цилиндрические, остроконечные и «в форме косточки от оливы».
От размера головки зависит интенсивность, громкость и продолжительность получаемого звука.
Круглые головки (Ball tip) фокусируют звучание (что особенно хорошо для тарелок) и значительно снижают изменение звука при ударах под разным углом наклона палочки. Этот тип головок достаточно популярен среди современных барабанщиков.
Головки цилиндрической формы (Barrel tip) имеют большую площадь соприкосновения с поверхностью инструментов и дают более открытый и рассеянный звук.
Остроконечные головки (Pointed or triangle-tipped) являются самыми популярными. Дают средний по сфокусированности звук.
Головки в виде косточки от оливки (Teardrop or olive-shaped tip) очень похожи на остроконечные головки. Благодаря «выпуклости» позволяют управлять звучанием и площадью соприкосновения с поверхностью инструментов в очень широком спектре в зависимости от угла наклона палочки к инструментам.

### По материалу
Кроме того, головки могут быть деревянными или нейлоновыми.
Нейлоновые головки достаточно популярны, так как практически не изнашиваются и позволяют получить кристальное, отчётливое звучание. Основной минус нейлоновых головок заключается в их дороговизне перед деревянными и в том, что они могут слететь с палки во время игры или, реже, расколоться. Хотя это случается крайне редко, потому что, как правило, сами палочки изнашиваются и ломаются быстрее. За свою карьеру ударники редко когда-либо сталкиваются со слётом головок, если качество палочек, которыми они пользуются, на высоком уровне.
Деревянные головки дают тёплое мягкое звучание дерева. Основным их минусом является изнашиваемость (стачиваемость).

## Материалы

### Дерево
Чаще всего барабанные палочки изготавливаются из дерева. Как правило, используется гикори (светлый орех), клён или дуб. Однако многие барабанщики играют палочками из других пород дерева: например, из розового дерева (палисандр) или бубинга
Палочки из клёна, будучи сравнительно лёгкими, используются преимущественно для негромкой или быстрой игры. Поскольку клён достаточно неплотный и мягкий материал, палочки из него быстро изнашиваются или ломаются.
Гикори является наиболее популярным материалом в производстве палочек. Он обладает большей прочностью, весом, плотностью и твердостью, чем клён. Кроме того, он обладает способностью эффективно гасить вибрации, передаваемые от ударов рукам.
Палочки из дуба самые тяжёлые, плотные и прочные. Дуб нечасто применяется для изготовления палочек.

### Искусственные материалы
Палочки из искусственных материалов обычно изготавливаются из полиуретана или алюминия. Такие палочки наиболее долговечны. Многие из них, например палочки Ahead, имеют возможность замены частей.

### Сталь
В последнее время[какое?] набирают популярность стальные палочки для тренировок. Их вес значительно превышает вес палочек для игры, и ими нельзя играть на ударной установке, зато они используются для тренировок и отработки техники. Известный барабанщик Джоджо Майер (Jojo Mayer) в своей видеошколе рекомендует заниматься такими палочками. Но не все с ним соглашаются, некоторые говорят о противопоказаниях, которые возможны, если делать упор на «спортивной» составляющей — кисти станут сильней, но потеряют гибкость. В меру и при правильном подходе они будут полезны, но при неправильном могут навредить, поэтому заниматься ими стоит с осторожностью. Возможно, именно поэтому такие палочки не распространены и продаются в основном в интернет-магазинах.
О материале тарелок см. Сплавы для тарелок.

## Маркировка палочек
Для обозначения толщины и веса различными производителями иногда используются разные маркировки.
Некоторые производители (Pro Mark, Vic Firth, ZILDJIAN и др.) классифицируют палочки по стилям музыки (Rock, Jazz, Orchestral).
Отдельно выпускаются «именные» палочки для барабанщиков — эндорсеров.
Наиболее употребительной является система обозначения двумя символами, где буква обозначает область применения, а цифра — толщину.

### Буквенные обозначения
Буквенные обозначения раньше указывали на область применения той или иной модели, но на данный момент почти полностью утратили свой смысл. Разные производители могут применять разные схемы обозначения, на сегодняшний день самая популярная такова:
Модели «A» изначально изготавливались для биг-бендов, бендов, игравших танцевальную музыку. Как правило, такие палочки тоньше модели «B» и имеют более тонкие шейки и сравнительно небольшие головки, что позволяет барабанщику извлекать более тихий и мягкий звук. Обычно, палочки этой модели используются в небыстрой «легкой» музыке, например в джазе или блюзе.
Обозначение «А» происходит от слова «orchestra» (оркестровые). Использование буквы «А» вместо буквы «О» обусловлено тем, что известный барабанщик и конструктор ударных музыкальных инструментов Уильям Людвиг решил, что напечатанная буква «А» будет выглядеть лучше, чем «О».
На данный момент модель «А» наиболее популярна среди барабанщиков.
Буква «B» означает «Band». Изначально предназначались для использования в духовых и симфонических оркестрах. Палочки этой модели, нежели «А», имеют больший размер плеча и головки для более громкой игры. Обычно применяется в тяжелой музыке, например в метале.
Сейчас палочки этой модели рекомендуются начинающим барабанщикам.
Буква «S» означает «street». Изначально эта модель палочек была предназначена для игры в городских маршевых оркестрах, где предполагается большая мощность удара и громкость исполнения, соответственно палочки этой группы имеют самый большой размер. Палочки этого вида практически не применяются для игры на ударной установке ввиду их большого диаметра.
Буква «N» означает «Nylon» и является относительно новым обозначением. Она дописывается в конце маркировки (Например, «5A N») и указывает на наличие у палочки нейлонового наконечника.

### Цифровые обозначения
Цифровые обозначения указывали ранее и указывают сейчас на диаметр (то есть толщину) палочки, однако, толщина палки идёт на убывание, то есть 5А гораздо толще, чем палочка диаметра 7А.
Данная система является устоявшейся, смысл остаётся, но в зависимости от бренда может чуть изменяться.
Цифровые обозначения применяются после буквенных, то есть если марка «B» толще «A», то 2B будет толще 2A, так как у палочек с обозначением «В» более толстая шейка.

## Техника игры
В зависимости от ситуации, барабанщик может применять различные хваты палочек, и различные техники нанесения удара.

### Хват палочек
Также иногда можно встретить произношение «захват палочек» или «замок»(grip).

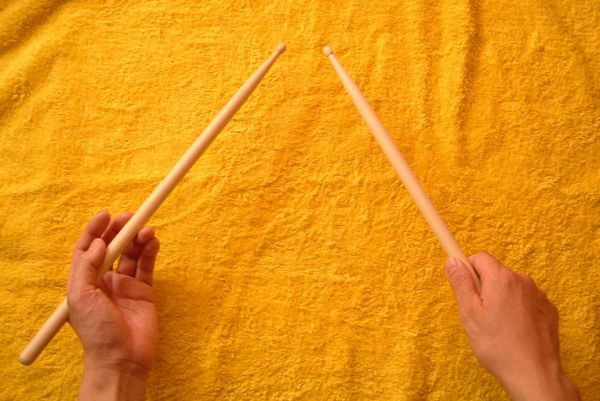
Традиционный захват
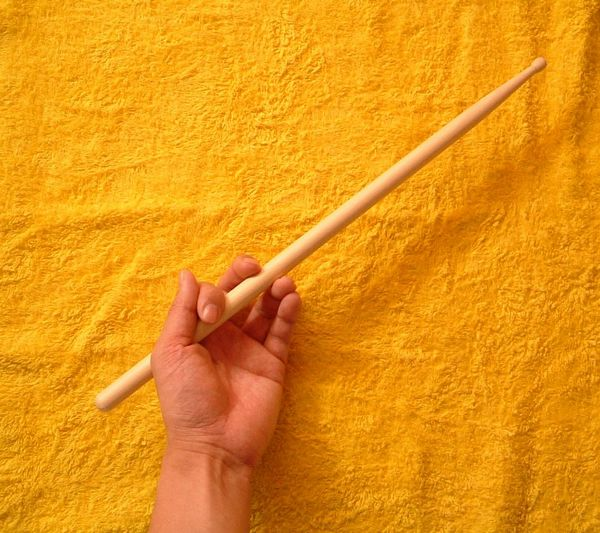
Традиционный захват
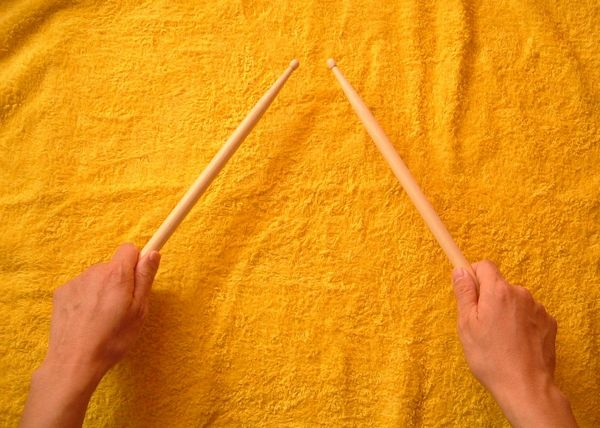
Симметричный захват (Matched grip)
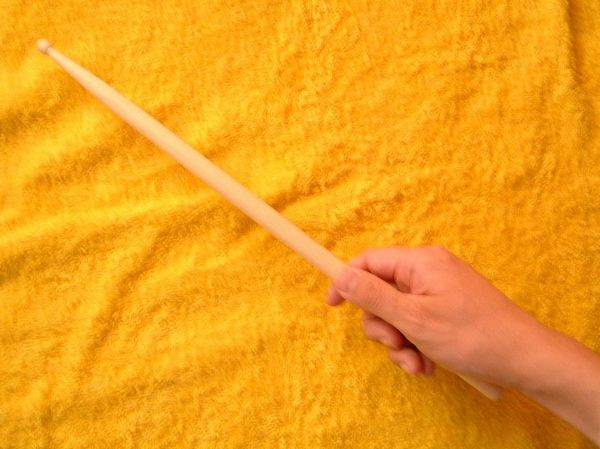
Французский захват (French grip)
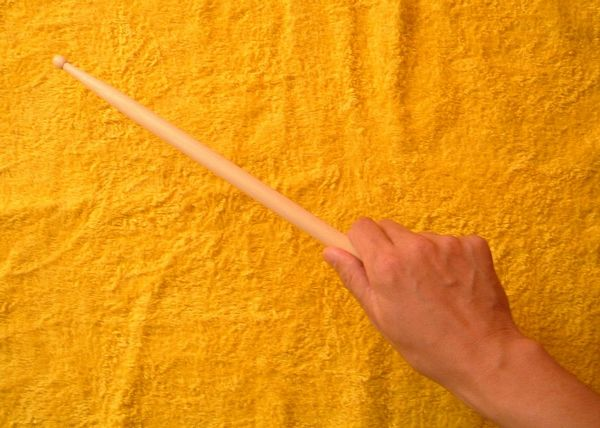
Немецкий захват (German grip)

Существуют несколько вариантов хвата палочек.
- Традиционный (варианты названия traditional, conventional, orthodox, rudimental grip) — исходит из традиций военных барабанщиков. Палочки держатся таким образом, чтобы не мешал ремень барабана, не симметрично.
- Симметричный захват (matched grip). Палки держатся симметрично, параллельно между собой или под углом. Этот захват используется наиболее часто, имеет несколько вариантов:
  - Французский захват (French grip).
  - Немецкий захват (German grip).
  - Американский захват.

### Постановка рук
- Техника Мёллера (en:Moeller method). Названа в честь американского барабанщика Sanford Augustus «Gus» Möeller. Базируется на естественной работе мышц, без лишних движений и напряжения.
- Метод Гладстоуна[5]. Базируется на нахождении точки баланса палочки и контроле её отскока.
- В зависимости от используемых групп мышц разделяют пальцевую, кистевую, локтевую техники[6].

## Другие приспособления для игры
Для игры на литаврах, том-томах используются специальные палочки с увеличенными головками. Для ксилофонов, вибрафонов используют подобные палочки, иногда для исполнения аккордов могут применяться и по 4 палочки.

### Щётки

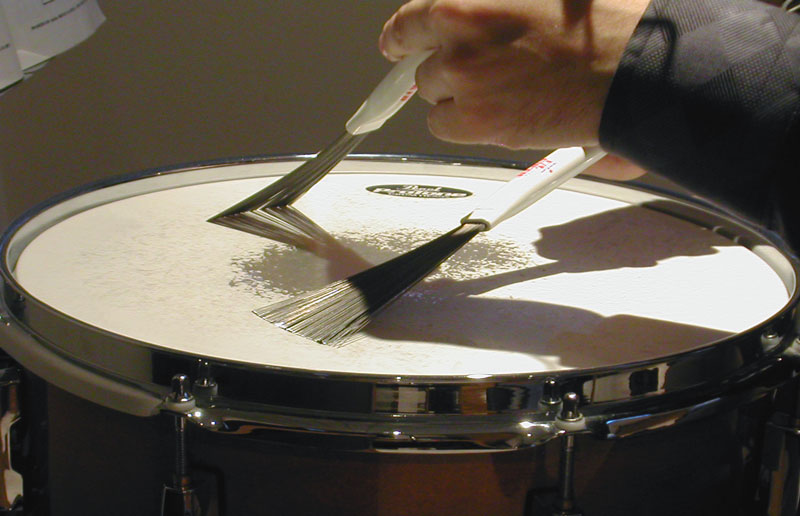
Игра щётками

В джазе, блюзе и свинге принято использовать щётки (англ. wire brushes) — приспособление, состоящее из рукоятки и прикреплённых к ней тонких прутиков, образующих веер. Прутики могут быть металлическими либо пластиковыми, а рукоятки, как правило — деревянными или алюминиевыми с резиновым или пластиковым покрытием. Щётки бывают выдвижными, тогда длину выступающего из рукоятки веера прутиков можно подстраивать: сделать их короче и жёстче или убрать совсем, чтобы обеспечить им сохранность после игры. С противоположного от прутиков конца такая щётка имеет металлический стержень, загнутый в петлю в форме кольца или треугольника. Щётку можно перевернуть и использовать эту петлю для игры на тарелке, что даёт более собранный и читаемый звук, приближающийся к звуку палочки. Большинство музыкантов предпочитают металлические щётки, хотя в последнее время появились более долговечные пластиковые.
Щётки придают барабанам более изящное, рассыпчатое, «вежливое» звучание, нежели палочки. Щётками тяжело играть forte, поэтому они редко используются в тяжёлой музыке и только для воссоздания некого антуража. Кроме того, игре щётками присущ особый приём «подметание» (англ. sweep) малого барабана, когда щётка с нажимом проводится вдоль поверхности пластика. Это даёт неповторимый шуршащий эффект (легато), протяжённый во времени, в отличие от коротких и острых ударов палочки. Зачастую, партия барабанщика, играющего щётками, состоит из непрерывного чередования ударов (англ. tap) и проводок. Для использования этого приёма необходим малый барабан с особым ударным пластиком, на который нанесено зернистое шершавое напыление.

### Руты
Ру́ты (англ. rutes от нем. Ruten — прутья, розги) — пучок тонких древесных прутьев (фабричные руты делаются из отёсанной берёзовой или бамбуковой щепы, либо из синтетического сырья), закреплённых на рукоятке. Часто на руты надеваются дополнительные лента и резиновое кольцо, передвигая которые вдоль рута, можно затягивать или, наоборот, расслаблять пучок.
Руты придают барабанам приглушённое звучание. Даже играя fortissimo, ими невозможно добиться мощи звучания палочек; скорее сам рут придёт в негодность, ведь прутья легко надломить о тарелку или обруч барабана. Поэтому роль рутов рассматривается барабанщиками как своеобразная сурдина для ударных, и их используют, когда необходимо дать прозвучать другим инструментам. Тем не менее, звучание рутов отличается и определённым тембральным своеобразием: оно становится более тусклым, отдалённым. Руты пружинят при игре и имеют плохой по сравнению с палочкой отскок, и игра ими требует некоторой сноровки, поэтому, взяв руты впервые, барабанщики подчас теряются и жалуются, что рука «вязнет» и зажимается.

### Колотушки
В академической музыке большое распространение имеют различные колотушки, или маллеты. Колотушка имеет лёгкую тонкую рукоятку и увесистый наконечник. Колотушки, как правило, имеют очень узкое предназначение и приспособлены для игры только на каком-то одном инструменте, например, колотушка для большого барабана, для гонга, для глокеншпиля. Для игры на других инструментах такие колотушки малопригодны. Материалы для изготовления колотушек могут быть различными. Рукоятки выполняются как из привычных видов древесины, так и из тростника или пластмассы. Наконечники могут быть жёсткими деревянными или пластиковыми, или мягкими, оббитыми резиной или войлоком. Наконечники также могут иметь различную форму, от строго сферической до сложной асимметричной с комбинированием разных материалов.
Тяжёлая мягкая головка колотушки позволяет достичь глубины и основательности звучания. Чем мягче и ворсистее наконечник, тем более долгую атаку имеет удар. С помощью мягких колотушек можно достичь ярких оркестровых красок, недоступных палочкам, например, долгого плавного crescendo тарелки или грозного, «подземного» tremolo литавры. С другой стороны, особая развесовка колотушки позволяет выполнять широкий замах для пушечного fortissimo большого барабана.